# تشارلز إي. باركلي
تشارلز إي. باركلي (بالإنجليزية: Charles E. Barkley)‏ هو سياسي أمريكي، ولد في 16 أكتوبر 1950 في إلكينز في الولايات المتحدة. حزبياً، نشط في الحزب الديمقراطي. وقد انتخب عضو مجلس النواب لولاية ماريلند.